# Tunel·lita
La tunel·lita és un mineral de la classe dels borats. Rep el seu nom de George Tunell (1900-1996), professor de geoquímica de la Universitat de Califòrnia. President de la Mineralogical Society of America (1950).

## Característiques
La tunel·lita és un borat de fórmula química SrB₆O9(OH)₂·3H₂O. Cristal·litza en el sistema monoclínic. La seva duresa a l'escala de Mohs és 2,5.
Segons la classificació de Nickel-Strunz, la tunel·lita pertany a «06.FC - Filohexaborats» juntament amb els següents minerals: nobleïta, estroncioborita, ginorita, estroncioginorita i fabianita.

## Formació i jaciments
Va ser descoberta l'any 1961 a la mina U.S. Borax, a Boron, al comtat de Kern (Califòrnia, Estats Units).